# Security-Widefield
Security-Widefield es un lugar designado por el censo ubicado en el condado de El Paso en el estado estadounidense de Colorado. En el Censo de 2010 tenía una población de 32.882 habitantes y una densidad poblacional de 899,14 personas por km².

## Geografía
Security-Widefield se encuentra ubicado en las coordenadas 38°44′43″N 104°42′51″O / 38.74528, -104.71417. Según la Oficina del Censo de los Estados Unidos, Security-Widefield tiene una superficie total de 36.57 km², de la cual 35.32 km² corresponden a tierra firme y (3.43%) 1.25 km² es agua.

## Demografía
Según el censo de 2010, había 32882 personas residiendo en Security-Widefield. La densidad de población era de 899,14 hab./km². De los 32882 habitantes, Security-Widefield estaba compuesto por el 72.82% blancos, el 10.08% eran afroamericanos, el 1.04% eran amerindios, el 2.94% eran asiáticos, el 0.78% eran isleños del Pacífico, el 5.61% eran de otras razas y el 6.73% pertenecían a dos o más razas. Del total de la población el 17.91% eran hispanos o latinos de cualquier raza.